# De vos en de ganzen
De vos en de ganzen is een sprookje uit Kinder- und Hausmärchen, de verzameling van de gebroeders Grimm, met als nummer KHM86. De oorspronkelijke naam is Der Fuchs und die Gänse.

## Het verhaal
De vos ziet in een wei een kudde vette ganzen en wil ze een voor een opeten. De ganzen snateren van schrik en smeken om hun leven. De vos heeft geen genade en dan vraagt één gans of ze nog eenmaal mogen bidden zodat ze niet in zonde zullen sterven. De vos stemt toe en de eerste gans begint aan zijn gebed. Omdat de eerste gans niet ophoudt, begint de tweede gans ook alvast en al snel snateren alle ganzen door elkaar.
Als de ganzen klaar zijn met bidden wordt dit sprookje verder verteld, maar ze bidden nog steeds...

## Achtergronden bij het verhaal
- Het sprookje komt uit de omgeving van Paderborn.
- In middeleeuwse fabels is het een geit die of zwijn dat door de wolf wordt bedreigd.
- Dit sprookje is verwant met de Reinaert de Vos-fabels en fabels over een wolf als ganzenprediker. In Kinder- und Hausmärchen zijn nog vele soortgelijke verhalen opgenomen, zoals De wolf en de vos (KHM73), De vos en de moeder van zijn petekind (KHM74), De vos en de kat (KHM75) en vele andere.
- Het sprookje heeft eenzelfde functie als De gouden sleutel (KHM200). Het was het laatste verhaal in het eerste deel van de Kinder- und Hausmärchen.